# Metabolus rugensis
Metabolus rugensis, còn gọi là là một loài chim thuộc chi đơn loài Metabolus trong họ Monarchidae.